# Cantonul Anglet-Nord
Cantonul Anglet-Nord este un canton din arondismentul Bayonne, departamentul Pyrénées-Atlantiques, regiunea Aquitania, Franța.